# Ivy Quainoo
Ivy Quainoo (Berlín, Alemania, 1992) es una cantante alemana. En febrero de 2012 ganó la primera edición de The Voice of Germany.

## Biografía
Ivy Quainoo nació en Berlín y sus padres son de Ghana. Fue al instituto Schiller en el barrio berlinés de Charlottenburg. Durante su horario escolar y también después de conseguir su acceso a la universidad en 2011, visitó una escuela de artes dramáticas en Kreuzberg.

## Carrera

### The Voice of Germany
Tras terminar sus estudios en el instituto mandó una solicitud al programa de telerrealidad de talentos musicales The Voice of Germany. En la final celebrada el 10 de febrero de 2012 consiguió el 33.65% de los votos combinados de llamadas telefónicas y descargas de canciones, muy por delante de los otros tres finalistas.

### Primer álbum y gira
En marzo de 2012 se publicó su primer álbum y se inició su gira por Alemania.

## Discografía

### Álbum
| Año  | Título    | Posición | Posición | Posición | Notas                                                |
| Año  | Título    | GER      | AT       | CH       | Notas                                                |
| ---- | --------- | -------- | -------- | -------- | ---------------------------------------------------- |
| 2012 | Ivy       | 5        | 11       | 10       | Fecha de estreno: 2 de marzo de 2012 Ventas: 100.000 |
| 2013 | Wildfires | 40       | -        | -        | Fecha de estreno: 27 de septembre de 2013            |

### Sencillos
| Año  | Título                            | Posición | Posición | Posición | Notas                                                   |
| Año  | Título                            | GER      | AT       | CH       | Notas                                                   |
| ---- | --------------------------------- | -------- | -------- | -------- | ------------------------------------------------------- |
| 2012 | Do You Like What You See Ivy      | 2        | 8        | 12       | Fecha de estreno: 17 de febrero de 2012 Ventas: 150.000 |
| 2012 | You Got Me Ivy                    | 31       | 61       | 61       | Fecha de estreno: 30 de marzo de 2012                   |
| 2012 | Who You Are Ivy                   | 49       | -        | -        | Fecha de estreno: 16 de noviembre de 2012 con Stanfour  |
| 2013 | Wildfires (Light it Up) Wildfires | 44       | -        | -        | Fecha de estreno: 06 de septembre de 2013               |